# 科洛弗10號地窖
是一部2016年美國科幻驚悚片，為丹·崔克坦伯格執導，同時也是他的導演首作。由瑪麗·伊莉莎白·文斯蒂德、約翰·古德曼和小約翰·加拉赫主演。在壞機器人製片公司的製作過程中，監製J·J·亞柏拉罕描述本片為「血親」或「精神續作」，而不是2008年電影《科洛弗檔案》字面上的直接續集（世界觀不同）。《科洛弗10號地窖》於2016年3月11日在美國上映。

## 劇情
米雪兒與未婚夫分手後，開車離開紐奧良。駛經路易斯安那州的農村時，米雪兒聽到廣播報導幾個城市停電的新聞，這時一輛卡車擦撞她的車，米雪兒昏了過去。她在地窖的一間密室醒來，發現自己的傷口經過了處理。地窖的主人霍華告訴她，外頭的世界因生化武器的影響而佈滿毒氣，他把她救了回來。米雪兒起初對霍華懷有敵意，但後來敵意逐漸消失。霍華帶她去看自己儲存的豐富資源，並介紹她認識另一位倖存者艾密特。艾密特曾協助霍華打造地窖，在出事後第一時間趕到地窖來。霍華將米雪兒帶到出口，透過窗戶給她看兩頭死豬，作為外頭世界佈滿毒氣的證據。米雪兒看到霍華的卡車，發現那就是擦撞她的卡車。米雪兒私下向艾密特吐露自己心中的懷疑。
三人第一次共進晚餐時，米雪兒偷了霍華的鑰匙試圖打開出口，但這時一位全身潰爛的女人撞著玻璃，要她開門救她進去。米雪兒還了鑰匙並承認霍華是對的。霍華也坦白自己就是撞到米雪兒的人。隨著時間過去，三人間的關係變得放鬆，但霍華仍對艾密特顯得很不耐煩，且把米雪兒當個小女孩看待。霍華向兩人談自己的女兒，說她「不再與我們一起」。霍華請體型嬌小的米雪兒爬進通風管修理空氣清淨機。修理的同時，米雪兒發現了另一個出口，有人在上面刻出「HELP」（救命）一詞。
米雪兒與艾密特懷疑霍華口中的女兒其實是兩年前失蹤的年輕女子，被霍華關在地窖裡，也就是刻下「HELP」的人。兩人計畫逃離地窖，開始背著霍華製作一套防護衣。霍華發現自己的工具和一些東西不見，認為兩人偷竊，便威脅將兩人浸入一桶高氯酸（腐蝕性極高的液體）。艾密特將責任全攬在自己身上，霍華隨即持槍射殺了他。霍華開始監控米雪兒的行為。一次，他發現了防護衣，準備揍她，米雪兒連忙逃跑。逃跑途中，她打翻裝高氯酸的桶子，並引發了電氣火災殺死霍華。
米雪兒穿上防護衣，走出地窖。她看見活生生的野生動物，便脫下了防護衣的頭盔，卻突然看見了一架外星飛船。飛船噴出綠色有毒氣體，米雪兒連忙穿回防護衣，躲進一旁的車裡，趕在飛船發現她前用車裡的酒做出了汽油彈，往飛船一丟，摧毀飛船。她駕著車離開。靠近德克薩斯州邊境時，米雪兒聽見廣播指示倖存者繼續往北撤離，以及休士頓需要醫療人員前往支援。在往北和休士頓的十字路口，米雪兒遲疑了半晌，然後駛向休士頓。在遠方的天空，有一架更大的外星飛船。

## 演員
- 瑪麗·伊莉莎白·文斯蒂德 飾 米雪兒[1]
- 約翰·古德曼 飾 霍華·史坦布勒[2]
- 小約翰·加拉赫 飾 艾密特·德維特
- 布萊德利·庫柏 飾 班（僅聲音）[3]
- 蘇珊·克萊兒（英语：Suzanne Cryer） 飾 萊絲莉[4]

## 製作
電影正式於2014年10月20日在路易斯安那州的新奥尔良開拍。拍攝只搭了一個景。2014年12月，在哈恩維爾拍攝，其中包括了爆炸、火災和煙霧等場景。拍攝工作於2014年12月15日結束。

## 發行

### 評價
《科洛弗10號地窖》獲得了正面好評。爛番茄新鮮度90%，Metacritic得分76，影評人主要稱讚電影在有限的空間中營造出的紮實和驚悚感。

### 票房
美國首週末開出了2520萬美元的票房佳績。

## 外部連結
- 官方网站
- 在Netflix上觀看《科洛弗道10号》
- 互联网电影数据库（IMDb）上《科洛弗10號地窖》的资料（英文）
- Box Office Mojo上《科洛弗10號地窖》的資料（英文）
- 爛番茄上《科洛弗10號地窖》的資料（英文）
- Metacritic上《科洛弗10號地窖》的資料（英文）
- AllMovie上《科洛弗10號地窖》的资料（英文）
- 豆瓣电影上《科洛弗10號地窖》的資料 （简体中文）